# Chitalmari
Chitalmari är ett underdistrikt i Bangladesh.   Det ligger i provinsen Khulna, i den södra delen av landet, 120 km sydväst om huvudstaden Dhaka. Antalet invånare är 127 524. Arean är 192 kvadratkilometer.
Terrängen i Chitalmari är mycket platt.
Trakten runt Chitalmari består till största delen av jordbruksmark. Runt Chitalmari är det tätbefolkat, med 762 invånare per kvadratkilometer.